# Octoberaspis ushakovi
Octoberaspis ushakovi ist eine ausgestorbene Art aus der Ordnung Chasmataspidida der Kieferklauenträger (Chelicerata).

## Merkmale
Das Prosoma ist fast quadratisch mit abgerundeten Ecken, einem ausgeprägten vorderen Rand und endet in kurzen seitlichen Stacheln. Die kleinen, dorsalen Augen befinden sich mittig und weit auseinander in V-förmigen Vertiefungen. Zwischen ihnen befindet sich in der Mitte ein kleiner Tuberkel. Das Preabdomen ist etwas breiter als lang, leicht abgerundet und, besonders an den Seiten, mit Tuberkeln übersät. Das längste Segment ist Segment 4 mit breiten seitlichen Ecken. Das Postabdomen verjüngt sich nach hinten hin. Das letzte postabdome Segment besitzt zwei seitliche Stacheln und aus dessen Mitte entspringt der nur wenig längere Telson.

## Etymologie
Der Gattungsname Octoberaspis setzt zusammen aus October, welches von dem Fundort, der Oktoberrevolutions-Insel, stammt, und dem griechischen Wort aspis für Schild. Das Artepitheton wurde zu Ehren des Polarforschers Georgi Alexejewitsch Uschakow gewählt.

## Fundort
Die Art wurde in der Sewernaja Semlja Formation auf der Oktoberrevolutions-Insel in Russland gefunden.

## Systematik
Octoberaspis ushakovi ist ein Vertreter der Familie Diploaspididae aus der Ordnung Chasmataspidida.